# Old Greenwich
Old Greenwich ist eine Ortschaft in der südöstlichen Ausdehnung der Gemeinde Greenwich in Fairfield County, Connecticut, Vereinigte Staaten. Das U.S. Census Bureau hat bei der Volkszählung 2020 eine Einwohnerzahl von 6.962 ermittelt.

## Geschichte
Gegründet wurde es 1641 und war lange Zeit eine Küstengemeinde und ein Vorort von New York City. Eine der ersten Siedler und Gründer war Elizabeth Fones Winthrop, Nichte und Schwiegertochter von John Winthrop, dem Gründer und Gouverneur der Massachusetts Bay Colony. Was heute Greenwich Point heißt, wurde früher als Elizabeth Neck bezeichnet, in Bezugnahme auf ihren Landerwerb 1640, der einen großen Teil des gegenwärtigen Old Greenwich umfasst. Der Dichter Robert Silliman Hillyer verbrachte hier seinen Lebensabend.
Die Old Greenwich Railroad Station aus dem Jahr 1894 wurde 1989 ins Denkmalschutz-Register National Register of Historic Places aufgenommen. Sie dient heute Metro-Pendlern aus der Nachbarschaft. Der längste Strand der Ortschaft ist eine langgezogene, schmale Halbinsel am südwestlichen Rand des Orts. Der innerörtliche Strand namens Tod's Point ist heute in öffentlichem Besitz und für Bürger frei zugänglich. Östlich grenzt Stamford an den Ort. Innis Arden Golf Club liegt teils in Old Greenwich aber überwiegend auf Stamfords Terrain. Ursprünglich lag er auf Tod's Point.

## Sehenswürdigkeiten und öffentliche Einrichtungen
Die Ortschaft wird auch Sound Beach genannt, und die Hauptstraße mit den Einkaufsläden heißt Sound Beach Avenue. Dort steht auch die Perrot Memorial Library.
Eine weitere Sehenswürdigkeit ist die First Congregational Church of Greenwich in derselben Straße.
Es gibt drei große Schulen: Old Greenwich School für K-5th grade-Jahrgangsstufen, Eastern Middle School und Greenwich High School. Auch eine Vorschule gibt es vor Ort.
Außerdem existiert eine große Segelschule in Old Greenwich, die sowohl für Erwachsene wie für Nachwuchs Kurse aller Art anbietet.
Die ländliche Gemeinde Greenwich hat eine zentrale Verwaltung, aber sie besteht aus verschiedenen Ortsteilen mit eigenen Postadressen und ZIP codes, nämlich Byram, Cos Cob, Glenville, Mianus und Riverside (oft als downtown Greenwich bezeichnet).

## Ortsbilder

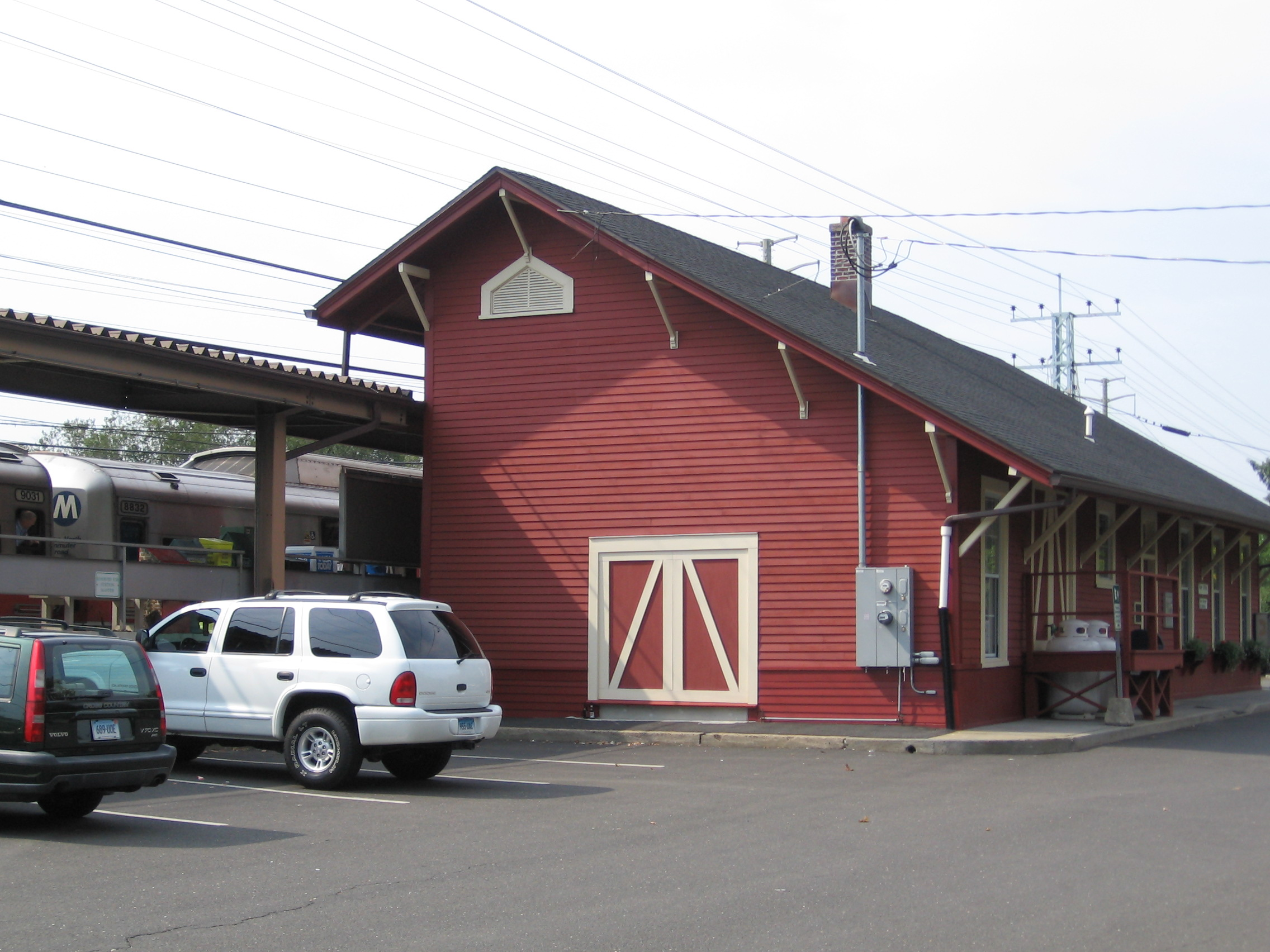
Old Greenwich Railroad Station
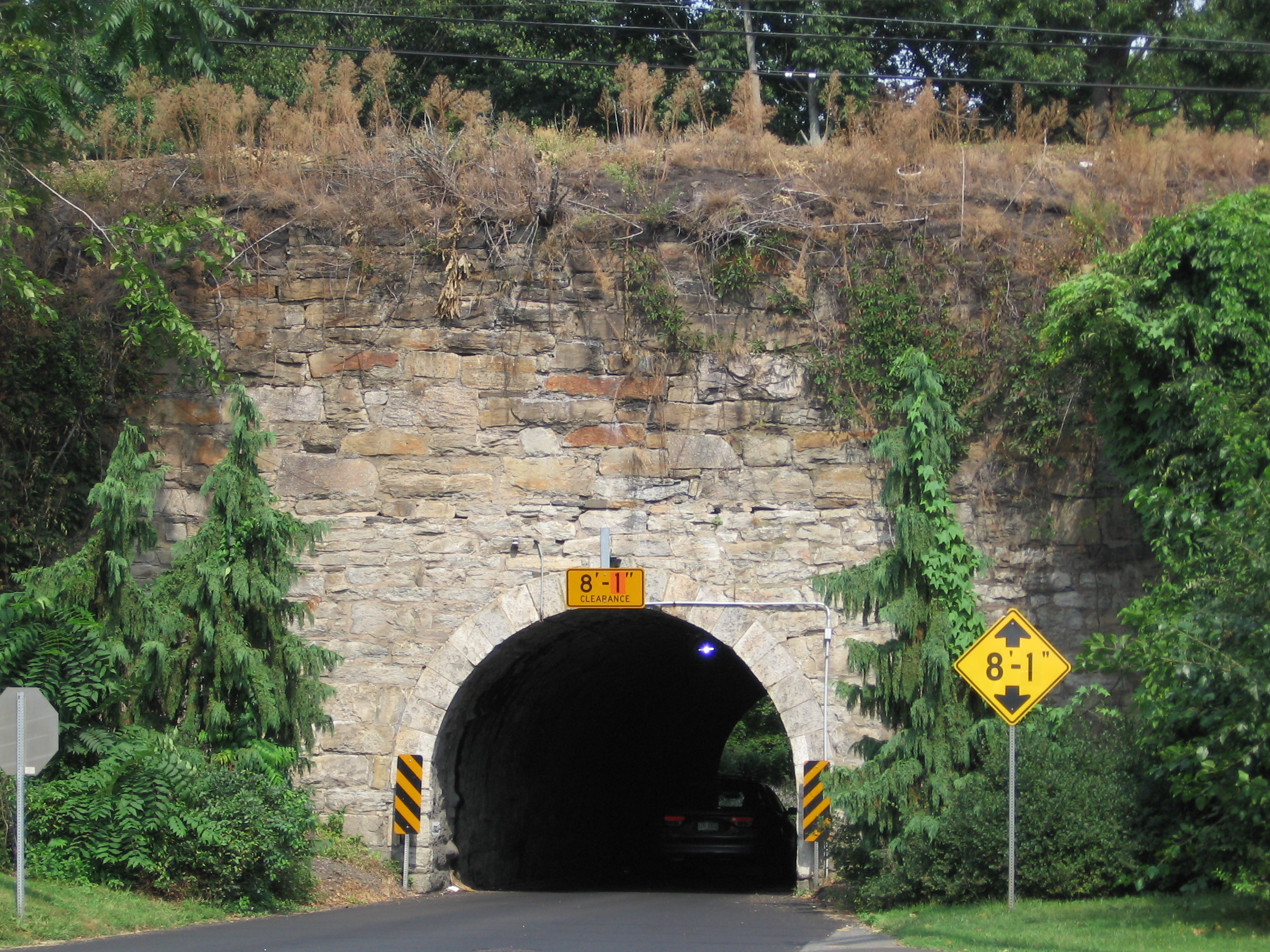
Arch Street tunnel under the railroad tracks